# Villa Malenchini (Castiglione della Pescaia)
Villa Malenchini è un edificio situato nei pressi del promontorio di Punta Capezzolo a Castiglione della Pescaia, nella provincia di Grosseto.
La villa sorge a ovest dell'abitato, in direzione di Riva del Sole, nell'immediato retroterra a nord della ex strada statale 322 delle Collacchie.

## Storia
L'imponente complesso architettonico sorse come residenza suburbana della famiglia Malenchini, che ha conferito la denominazione alla villa. Il suo aspetto è in gran parte risalente al 1912.

## Descrizione
Villa Malenchini sorge nei pressi di un bosco di macchia mediterranea, con un giardino che si sviluppa davanti alla facciata principale anteriore. Si presenta in stile eclettico, con alcuni elementi in stile neorinascimentale. Il complesso architettonico si sviluppa a pianta rettangolare, articolandosi su tre livelli continui, con le strutture murarie interamente rivestite in intonaco.
Il prospetto principale che volge verso sud, in direzione del mare, è ripartito da quattro lesene, che attraversano verticalmente l'intera facciata, in tre distinte ripartizioni, una centrale più ampia e due laterali. La parte centrale della facciata anteriore è caratterizzata dalla presenza del portale d'ingresso ad arco, preceduto da una coppia di gradini e sovrastato da un architrave, sopra il quale si apre al livello superiore una bifora, mentre su ciascun lato il portale d'ingresso è affiancato da una finestra quadrangolare che si apre nella medesima ripartizione della facciata. Altre finestre di forma quadrangolare si aprono al pianterreno nelle ripartizioni laterali della facciata anteriore e al livello superiore, mentre una serie di finestre ribassate di forma rettangolare caratterizza il livello più alto. La parte sommitale della facciata anteriore culmina con un frontone semicircolare nella ripartizione centrale, che include lo stemma della famiglia ed un orologio, mentre in quelle laterali vi è la presenza di una balaustra decorativa, delimitata dalla parte superiore delle lesene su cui poggiano ulteriori elementi decorativi.
Le altre facciate riprendono in modo più semplice gli elementi stilistici presenti nel prospetto principale.
Nei pressi della villa sorge la cappella di San Luigi, sorta come cappella gentilizia del complesso monumentale, oltre ad un imponente edificio annesso, situato alcune decine di metri a nord-ovest della residenza, risalente anch'esso ai primi anni del Novecento.